# Chad Hugo

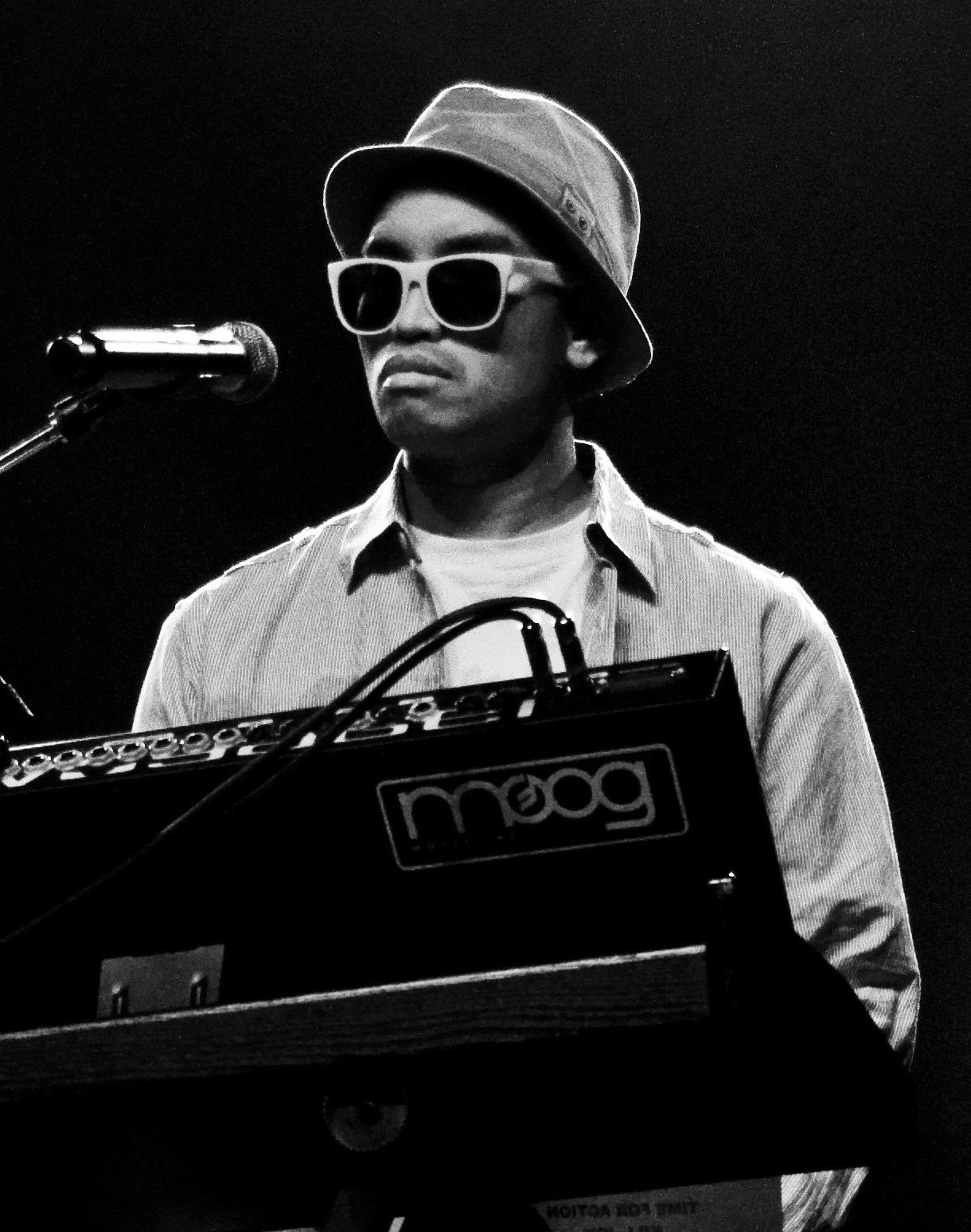
Chad Hugo (2009)

Charles Edward „Chad“ Hugo (* 24. Februar 1974 in Portsmouth, Virginia) ist ein US-amerikanischer Musikproduzent.

## Leben und Leistungen
Hugo, ein Filipino-Amerikaner und Sohn eines Offiziers der US Navy, wuchs in Virginia Beach auf. Er lernte Pharrell Williams kennen als beide Teilnehmer eines Programms für begabte Studenten waren.
Chad Hugo bildet zusammen mit Pharrell Williams das Produzententeam The Neptunes, das unter anderen mit Mariah Carey, Jay-Z, Britney Spears und Justin Timberlake zusammenarbeitet. Außerdem ist er Mitglied der Gruppe N.E.R.D. Er arbeitet ebenfalls mit dem Unternehmen Sony BMG Music Entertainment zusammen.
Im August 2002 erhielt sein Team The Neptunes während der Verleihungen der Preise The Source Award und Billboard Music Award den Titel der Produzenten des Jahres (Producers of the Year).
| Personendaten    | Personendaten                    |
| ---------------- | -------------------------------- |
| NAME             | Hugo, Chad                       |
| ALTERNATIVNAMEN  | Hugo, Charles                    |
| KURZBESCHREIBUNG | US-amerikanischer Musikproduzent |
| GEBURTSDATUM     | 24. Februar 1974                 |
| GEBURTSORT       | Portsmouth, Virginia             |